# Tayfun Pektürk
Tayfun Pektürk (* 13. Mai 1988 in Wermelskirchen) ist ein deutsch-türkischer Fußballspieler.

## Karriere
Pektürk begann seine Karriere beim SV Wermelskirchen. 2004 wechselte er in die Jugend des Wuppertaler SV Borussia und ging ein Jahr später zum FC Schalke 04. Mit 19 Jahren wechselte er zur TuS Koblenz in die 2. Bundesliga und kam dort in der Saison 2007/08 auch gleich regelmäßig zum Einsatz. Im letzten Heimspiel der Saison sicherte er kurz vor Ende des Spiels mit seinem Tor zum 2:2 gegen Erzgebirge Aue den Klassenerhalt. Aufgrund anhaltender Verletzungen, wegen derer er nur auf neun meist kurze Saisoneinsätze kam, wurde sein Vertrag in Koblenz 2009 allerdings nicht verlängert. Im September 2009 unterschrieb Pektürk einen Vertrag bei Eintracht Trier für die Regionalliga West. Dort wurde er allerdings im Februar 2010 aus dem Kader gestrichen und in die zweite Mannschaft verbannt. Die Vereinsführung teilte ihm mit, dass er sich einen neuen Verein suchen könne. Im April 2010 unterschrieb Pektürk einen Vertrag beim Zweitligisten SpVgg Greuther Fürth zur Saison 2010/11. In seinem ersten Jahr kam er auf neun Einsätze, stand dabei zweimal in der Startformation. Beim Auswärtssieg in Osnabrück erzielte er am 25. Spieltag sein erstes Tor für die Weiß-Grünen. Am 16. Januar 2013 wechselte Pektürk zum türkischen Erstligisten Istanbul Büyükşehir Belediyespor, bei dem er einen Vertrag mit Laufzeit bis zum 30. Juni 2015 unterschrieb. Am Saisonende 2012/13 stieg er mit dem Verein in die TFF 1. Lig ab. In der 2. Liga erreichte er mit seinem Team die Meisterschaft und damit den direkten Wiederaufstieg in die Süper Lig. Nach dem Aufstieg beendete er mit seinem Klub, der sich im Sommer 2014 in Istanbul Başakşehir umbenannte, die Erstligasaison 2014/15 überraschend als Tabellenvierter und qualifizierte sich für die die UEFA Europa League. Zur Saison 2015/16 wechselte er zum damaligen Zweitligisten Karşıyaka SK. Aktuell spielt Pektürk mit dem Verein in der drittklassigen TFF 2. Lig Beyaz Grup Puan Durumu (Gruppe Weiß). Dort blieb er drei Jahre und ging dann weiter zu Utaş Uşakspor und 2019 unterschrieb Pektürk einen Vertrag bei İnegölspor. Seit dem 28. August 2020 spielt er wieder in Deutschland beim SV Eintracht Hohkeppel und stieg mit dem Verein zwei Jahre später in die Mittelrheinliga auf.

## Erfolge
- Deutscher A-Junioren-Meister: 2006
- Deutscher Zweitligameister: 2012
- Türkischer Zweitligameister: 2014